# تيمينز
تيمينز (بالإنجليزية: Timmins)‏ هي مدينة كندية تقع في مقاطعة أونتاريو. تبلغ مساحة هذه المدينة 2961.5782 (كم²)، ويبلغ عدد سكانها 42997 نسمة حسب إحصاء سنة 2006 م، بينما كان يسكنها 43686 نسمة في سنة 2001 م. تحتل هذه المدينة المرتبة رقم 103 بين مدن كندا حسب عدد السكان والمرتبة رقم 45 في المقاطعة. نما عدد السكان في هذه المدينة بنسبة (-1.6) بين العامين المذكورين.

## أعلام
- مايرون سكولز
- ألفرد أهو
- ألان ستانلي
- باول مارشان
- دان أوكونور
- جان روي
- جف دونهام
- ستيف سوليفان

## وصلات خارجية
- الأطلس الحكومي لكندا
- إحصاءات كندا مع ساعة تعداد السكان نسخة محفوظة 23 مارس 2008 على موقع واي باك مشين.